# 萬縣戰鬥
萬縣戰鬥發生於1923年10月29日－11月3日，地點則是在中國川東。是北洋政府時期內戰之一，交戰兩方為川軍熊克武部組成的「四川討賊軍」及川軍楊森部。